# Mesoleptus nitidulus
Mesoleptus nitidulus là một loài tò vò trong họ Ichneumonidae.